# Eurata hermione
Eurata hermione är en fjärilsart som beskrevs av Berg 1878. Eurata hermione ingår i släktet Eurata och familjen björnspinnare. Inga underarter finns listade i Catalogue of Life.